# Hieracium chlorellum
Hieracium chlorellum es una especie de planta con flor del género Hieracium, de la familia Asteraceae, orden Asterales.

## Distribución
Hieracium chlorellum se distribuye por Noruega, Suecia, Finlandia, Dinamarca, Estonia, Letonia y Rusia.

## Taxonomía
Fue descrita científicamente por Norrl. Fue publicada en Acta Soc. Fauna Fl. Fenn. 3(4): 97 (1888).